# 伊達宗時
伊達 宗時（だて むねとき）は、江戸時代前期の伊予国宇和島藩の世嗣。官位は従五位下・左京亮。伊達政宗の孫にあたる。

## 生涯
初代藩主・伊達秀宗の次男。母は井伊直政の娘。
元和8年（1622年） 同母兄の宗実と共に2代将軍・徳川秀忠に御目見した。寛永4年（1627年） 宗実が病弱を理由に嫡を辞したため、寛永9年（1632年）に世子となり従五位下左京亮に叙任された。
寛永15年（1638年）、祖父・政宗が幕府に宇和島藩の改易願いを出すという和霊騒動の衝撃のため中風になり、病床に臥すことが多くなっていた父・秀宗に代わり宇和島に入り、実質的な藩主として政務をとった。このとき秀宗は既に死んだもの、隠居したものとして扱われており、幕府も家臣も宗時のお国入りを「当主となり帰国」と認識しており、『大武鑑』など一部史料では藩主の列に数えられている。
寛永20年（1643年）には仙台藩に乞うて家臣を貰い受けるなどしており、実際に当主として活動していた。藩政では家臣の知行を蔵米制に移行し、定免法への税制改正などを行なっている。慶安3年（1650年）から宗時は健康を害するようになり、また同年には土佐藩との国境争いも起きている。
承応2年（1653年）5月29日、宗時は39歳で父に先立ったため、実際の2代当主は異母弟・宗利が襲封した。
なお、宗時の早世は和霊騒動による山家公頼の祟りと噂された。